# ارمنستان در مسابقه آواز یوروویژن ۲۰۰۸

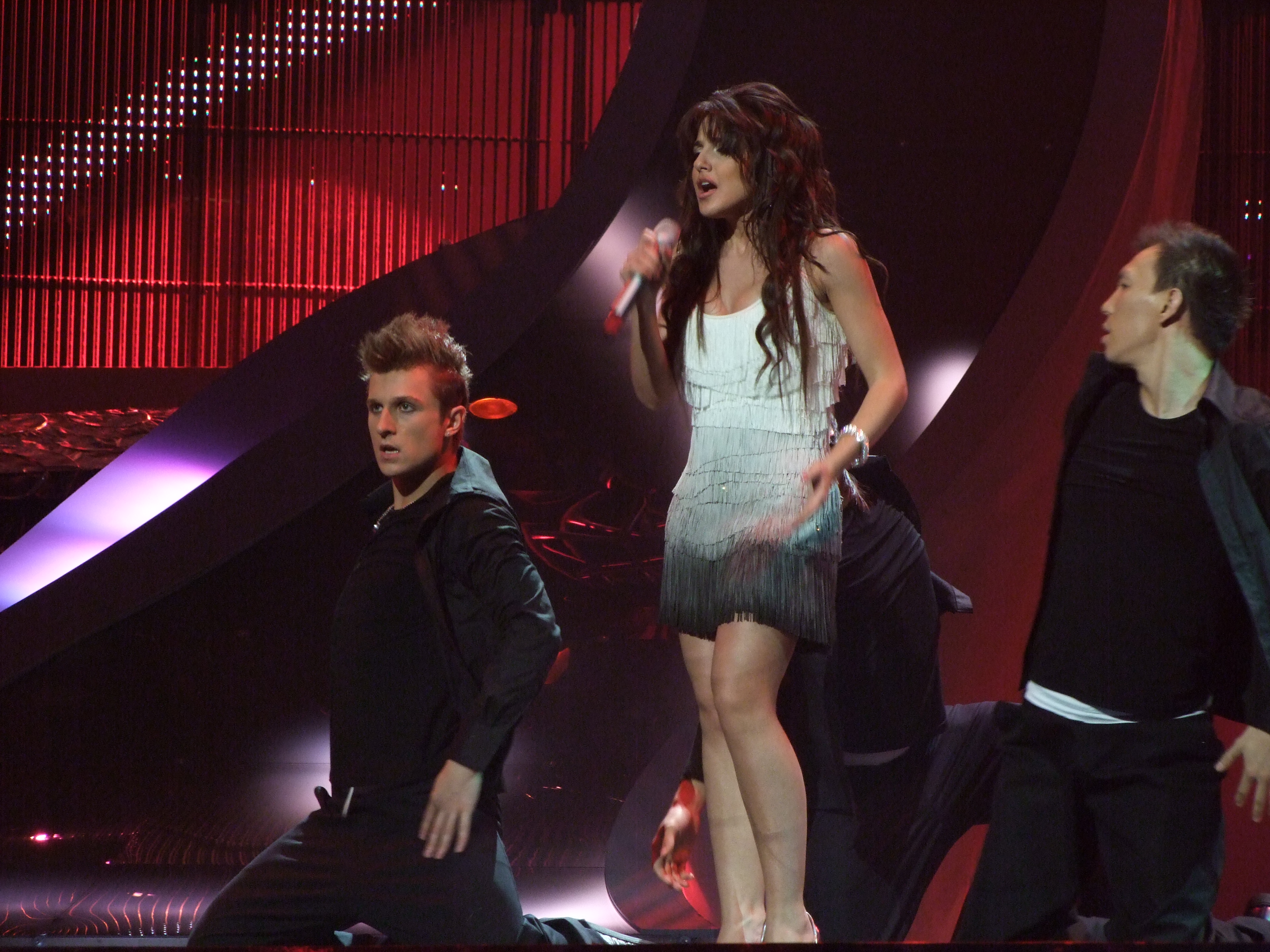
سیروشو در حال اجرای «کِلِه کِلِه» در بلگراد

ارمنستان در مسابقه آواز یوروویژن ۲۰۰۸ (انگلیسی: Armenia in the Eurovision Song Contest 2008) که در بلگراد، صربستان برگزار شد، با ترانه «کله کله» شرکت کرد. این ترانه توسط H.A. Der-Hovagimian (که با نام DerHova نیز شناخته می‌شود) و سیروشو نوشته شده بود. سیروشو برای نمایندگی ارمنستان در یوروویژن ۲۰۰۸ به صورت داخلی توسط تلویزیون عمومی ارمنستان (AMPTV) انتخاب شد.
انتخاب سیروشو به عنوان نماینده ارمنستان در یوروویژن ۲۰۰۸ در تاریخ ۱۵ نوامبر ۲۰۰۷ اعلام شد، در حالی که ترانه «کله کله» از طریق یک فینال ملی انتخاب شد. این فینال در تاریخ ۸ مارس ۲۰۰۸ برگزار شد و چهار ترانه به رقابت پرداختند. «کله کله» توانست با کسب ۸۶٫۵٪ از آرای رای‌دهندگان عمومی به عنوان ترانه برنده انتخاب شود.
«کله کله» یک ترانه شاد و پرانرژی با ترکیب‌هایی از موسیقی سنتی ارمنی و عناصر مدرن بود که به شکلی جذاب و پرجنب‌وجوش فرهنگ ارمنی را در قالبی جهانی ارائه می‌داد. سیروشو با اجرای پرشور و حضور قوی روی صحنه توانست توجه بسیاری از تماشاگران و داوران را جلب کند.
ارمنستان در نیمه‌نهایی اول مسابقه یوروویژن ۲۰۰۸ که در تاریخ ۲۰ مه ۲۰۰۸ برگزار شد، با ترانه «کله کله» به رقابت پرداخت. این ترانه در جایگاه ۱۴ در نیمه‌نهایی اجرا شد و پس از پایان رقابت، اعلام شد که ارمنستان جزو ۱۰ ترانه برتر این نیمه‌نهایی بوده و به فینال یوروویژن ۲۰۰۸ که در تاریخ ۲۴ مه ۲۰۰۸ برگزار شد، صعود کرده است. در نیمه‌نهایی، ارمنستان در جایگاه دوم قرار گرفت و با کسب ۱۳۹ امتیاز یکی از بهترین نتایج را در میان ۱۹ کشور شرکت‌کننده کسب کرد.
در فینال یوروویژن ۲۰۰۸، ارمنستان در جایگاه ۵ به اجرا پرداخت و موفق شد در جایگاه چهارم از میان ۲۵ کشور قرار گیرد. این کشور با کسب ۱۹۹ امتیاز، یکی از بالاترین امتیازات تاریخ یوروویژن خود را دریافت کرد و به یکی از موفق‌ترین نتایج ارمنستان در تاریخ این مسابقات تبدیل شد.

## تاریخچه
قبل از مسابقه ۲۰۰۸، ارمنستان دو بار از زمان اولین حضورش در مسابقه آواز یوروویژن ۲۰۰۶ در مسابقه آواز یوروویژن شرکت کرده بود. از سال ۲۰۰۶، هر دو آثار ارمنستان در فینال حضور دارند و با رتبه هشتم به بالاترین جایگاه خود در مسابقه دست یافتند. در سال ۲۰۰۶ با آهنگ «بدون عشق تو» توسط آندره و در سال ۲۰۰۷ با آهنگ «هروقتی که تو نیاز داری» توسط هایکو در این رقابت حضور داشتند.
پخش کننده ملی ارمنستان، تلویزیون عمومی ارمنستان (AMPTV)، این رویداد را در ارمنستان پخش می‌کند و فرایند انتخاب برای ورود این کشور را سازماندهی می‌کند. AMPTV قصد خود را برای شرکت در مسابقه آواز یوروویژن ۲۰۰۸ در ۱۵ نوامبر ۲۰۰۷ تأیید کرد. ارمنستان در گذشته از روش‌های مختلفی برای انتخاب شرکت کننده ارمنستان مانند یک فینال زنده تلویزیونی ملی برای انتخاب مجری، آهنگ یا هر دو برای رقابت در یوروویژن استفاده کرده است. پخش کننده تصمیم گرفت یک فینال ملی را برای انتخاب هنرمند و آهنگ برای مسابقه ۲۰۰۸ ترتیب دهد.

## قبل از یوروویژن
نماینده ارمنستان برای مسابقه آواز یوروویژن ۲۰۰۸ توسط شورای هنری AMPTV انتخاب شد. در ۱۵ نوامبر ۲۰۰۷، سیروشو به عنوان شرکت کننده ارمنستان اعلام شد. این شورا همچنین اعلام کرد که برای انتخاب آهنگ او فینال کشوری برگزار می‌شود.

## نتیجه
در نیمه‌نهایی یوروویژن ۲۰۰۸ که در تاریخ ۲۰ مه ۲۰۰۸ برگزار شد، سیروشو با ترانه «کله کله» به رقابت پرداخت و موفق شد به فینال راه یابد. در فینال یوروویژن ۲۰۰۸ که در تاریخ ۲۴ مه ۲۰۰۸ برگزار شد، ارمنستان در جایگاه ۴ قرار گرفت و با کسب ۳۲۷ امتیاز موفق شد رتبه بسیار خوبی را در میان ۲۵ کشور شرکت‌کننده به دست آورد. این نتیجه یکی از بهترین عملکردهای ارمنستان در تاریخ یوروویژن بود.